# Dominika (jméno)
Dominika je ženské křestní jméno, odvozené od mužského jména Dominik. Jméno pochází z latiny a znamená pánova (či pánův). Základem jména je přídavné jméno k latinskému slovu dominus (pán). Z ženského tvaru dominica (dies Dominica – den Páně), vzniklo i románské označení pro neděli.
Dominika má svátek 4. srpna jako Dominik, v církevním kalendáři však 8. srpna.

## Známé nositelky jména
- Dominika Cibulková – slovenská tenistka
- Dominika Dery – česká zpěvačka, moderátorka, herečka a spisovatelka, autorka básní, dramat a memoárů
- Dominika Hašková – česká zpěvačka, dcera Dominika Haška
- Dominika Weiss Hošková – česká violoncellistka, dcera hudebníka Jiřího Hoška
- Dominika Myslivcová – česká modelka, blogerka a youtuberka
- Dominika Paterová – česká tenistka